# کارایار (شهرستان کاراایدلسکی، باشقیرستان)
کارایار (انگلیسی: Karayar, Karaidelsky District, Republic of Bashkortostan) یک شهرک در شهرستان کاراایدلسکی استان باشقیرستان کشور روسیه است.